# 玛丽亚·泰尔克斯
玛丽亚·泰尔克斯（Mária Telkes，1900年12月12日—1995年12月2日）是一位匈牙利裔美国生物物理学家和发明家。她一生致力于研究太阳能技术。 
她于 1925 年移居美国，并以生物物理学家的身份工作。 1937 年她成为美国公民。她于 1939 年开始在麻省理工学院工作，研究方向为实用太阳能技术。在麻省理工学院期间，她发明了一种使用硫酸钠储存太阳能的方法。
在第二次世界大战期间，她开发了一种使用太阳能的海水淡化装置，并在战争尾声时得到广泛使用。这个装置挽救了很多被击落的飞行员和被鱼雷击中的水手的生命。   她致力于为贫困和干旱地区的民众制作一个民用版本的海水淡化装置。  泰尔克斯通常被称为太阳女王，  被认为是太阳能蓄热系统的创始人之一。战后，她成为麻省理工学院的副教授。
在 1940 年代，她和建筑师埃莉诺·雷蒙德 (Eleanor Raymond)通过每天储存的太阳能创建了第一座太阳能供暖房屋。   1953年，他们为不同纬度的人们创造了一个可供儿童使用的太阳能烤箱。她还开发了一种让农民晒干庄稼的方法。 
1952 年，泰尔克斯成为女性工程师协会成就奖的第一位获得者。 1977 年，她获得了美国国家科学院建筑研究顾问委员会颁发的终身成就奖。 
泰尔克斯获得了 20 多项专利。   

## 早年生活和教育
泰尔克斯于 1900 年出生于匈牙利布达佩斯。她在布达佩斯上了小学和中学。之后她就读于罗兰大学，于 1920 年获得物理化学学士学位，并于 1924 年获得博士学位。

## 职业生涯
当泰尔克斯于 1924 年移居美国时，  她拜访了一位在俄亥俄州克利夫兰担任匈牙利领事的亲戚。在那里，她受聘在克利夫兰诊所基金会工作，研究生物体产生的能量。泰尔克斯在基金会工作期间做了一些研究，在乔治·华盛顿·克莱尔的领导下，他们发明了一种可以记录脑电波的光电机制。  他们还合着了一本名为《生命现象》的书。 
泰克斯接下来在西屋公司担任物理学家。她开发了一种用于热电偶的金属合金，可将热能转化为电能。
她写信给麻省理工学院(MIT)，了解其新太阳能项目的工作情况。她于 1939 年开始在麻省理工学院工作，一直待到 1953 年 

### 海水淡化
二战期间，美国政府注意到泰尔克斯的专业知识，聘请她担任科学研究与发展办公室 (OSRD) 的文职顾问。 在那里，她开发了一种太阳能海水淡化机，并于 1942 年完成了原型机。 这后来成为了她最著名的发明之一。它帮助了士兵们在困难的环境下获得干净的水，还帮助解决了美属维尔京群岛的水资源问题。 然而，由于Hoyt C. Hottel多次重新谈判其制造合同，其初次实战被推迟到战争尾声。 
泰尔克斯认为太阳能热储存是制造实用太阳能供暖房屋的设计师面临的最“关键问题” 。 她的专长之一是相变材料，当它们从固体变成液体时会收或释放热量。她希望使用熔盐等相变材料在主动加热系统中储存热能。她选择的材料之一是芒硝（硫酸钠）。 
作为麻省理工学院太阳能基金主席的霍特尔最初支持特尔克斯的做法。他写道：“泰尔克斯博士的贡献可能会对我们项目的结果产生重大影响”。  然而，与泰尔克斯相比，他对太阳能既不感兴趣又持怀疑态度。 泰尔克斯和该项目的资助者卡博特一样，是“太阳能的狂热信徒”。 霍特尔和泰尔克斯之间存在性格冲突。 
1946 年，该小组尝试在他们的第二座太阳能屋的设计中使用芒硝。霍特尔和其他人将材料问题归咎于泰克斯。尽管得到了大学校长卡尔·泰勒·康普顿的支持，泰尔克斯还是被重新分配到冶金系，在那里她继续从事热电偶方面的工作。虽然她不再得到麻省理工学院的太阳能基金的资助，但卡博特希望她能回来。卡博特鼓励她继续独立解决这个问题。

### 多佛太阳之家
1948 年，泰尔克斯开始设计多佛太阳之家。她与建筑师Eleanor Raymond合作，该项目由慈善家和雕塑家 Amelia Peabody 资助。 该系统设计成令芒硝在阳光下融化，吸收热量，然后在冷却和硬化时释放热量。 
这个系统在阳光透过玻璃窗时候会加热玻璃内的空气。然后，这种加热的空气通过金属板进入另一个空气空间。在那里，风扇将空气移动到装满盐（硫酸钠）的夹层。这些夹层位于墙壁之间，在盐冷却时加热房屋。  
在最初的两年里，这所房子很成功，受到了广泛的宣传，吸引了大批游客。 《大众科学》称赞它在科学上可能比原子弹更重要。到第三个冬天，芒硝出现了问题：它分层成液体和固体层，容器被腐蚀并泄漏。业主们从他们的房子里拆除了太阳能供暖系统，取而代之的是一个油炉。 
1953 年，麻省理工学院理学院院长乔治·拉塞尔·哈里森 (George Russell Harrison)呼吁对麻省理工学院的太阳能基金进行审查，原因是担心其缺乏生产力。由此产生的报告倾向于宣传霍特尔的观点，贬低卡博特和泰克斯。 1953 年，特克斯在报告发表后被麻省理工学院解雇。 

### 太阳能烤箱
1953 年，泰尔克斯搬到纽约大学工程学院继续从事太阳能研究。 泰尔克斯从福特基金会获得了 45,000 美元的赠款，用于开发太阳能烤箱，以便世界各地缺乏相应科技的人们能够加热东西。 这个项目的目标是烤箱需要能够达到 350 华氏度（176 摄氏度），并且需要易于使用。结果他们得到了一项比预期效果更好的创新。它在一些偏远保留地的印第安部落中非常有用。它还有额外的安全功能，以便儿童可以使用它们。在她发明太阳能烤箱的同时，她还发现了一种更好的方法，让农民可以使用相同的技术烘干农作物。这项技术对整个社会极为重要，至今仍在使用。 
泰尔克斯之后在工业界工作了几年，担任 Curtiss-Wright 公司的太阳能总监；在 Cryo-Therm 研究用于极端条件（例如太空）的材料（1961-1963）；并再次担任Melpar, Inc.的太阳能总监 (1963–1969)。  作为她在 Cryo-Therm 工作的一部分，她帮助开发了用于阿波罗任务和北极星导弹的材料。 
1969 年，泰尔克斯加入了特拉华大学的能源转换研究所。 她开始研究发电的光伏电池。 1971 年，她帮助建造了第一座利用太阳产生热量和电力的房子。 
1981 年，她帮助美国能源部在马萨诸塞州卡莱尔开发并建造了第一座全太阳能住宅——卡莱尔之家。 
1964 年，她在纽约举行的第一届国际女工程师和科学家大会上发表了讲话。 
“It is the things supposed to be impossible that interest me. I like to do things they say cannot be done.” Mária Telkes, 1942.

## 奖项和荣誉
泰尔克斯的工作多次获得认可。 
- 1945 年 – OSRD 海水淡化装置优异证书[11]
- 1952 年 – 首届女工程师协会成就奖[9]
- 1977 年 – 美国太阳能学会 Charles Greeley Abbot 奖[9]
- 2012 – 入选国家发明家名人堂
- 2022 年 -谷歌涂鸦122 周年诞辰[19]

## 论文
泰尔克斯的论文收藏在亚利桑那州立大学图书馆的设计和艺术特藏中，位于亚利桑那州坦佩。 